# Radio Qult
Radio Qult var en studentradiostation som sände över närradiostationen Radio Skövde, och senare över Högskolan i Skövdes interna nätverk som webbradio.
Radio Qult startade i slutet av 80-talet på Radio Skövdes dåvarande närradiofrekvens 93.3 MHz. Tack vare sändarens höga placering i Teracoms mast på Billingen, kunde man trots en blygsam effekt på 10W nå långt in i grannkommunerna. Stationen hade sin storhetstid runt 1993, då den reklamfinansierade kanalen Radio P5 sände på eftermiddagarna direkt innan Radio Qult och man därmed kunde "ta över" P5:s lyssnare. De första åren sändes programmen från en källare på Karstorps säteri. 1994 blev Radio Skövdes studio i källaren till Västerhöjdsgymnasiet klar, och man flyttade därför in där.
Under åren som närradiostation hade man en del kontroverser med övriga föreningar i närradioföreningen. Det kunde handla om sändningar från krogmiljöer med onyktra personer som intervjuades, musik med explicit text, osv.
Under de sista åren levde stationen vidare som intern webbradiostation på Högskolan i Skövdes nätverk.
En av stationens minst uppskattade programledare var Erik Ekstrand. Tillsammans med Mackan Edlund sände han bland annat programmet Offside, programmet som alltid låg steget före.